# Szczepanowice (Miechów)
Pour les articles homonymes, voir Szczepanowice.
Szczepanowice est une localité polonaise de la gmina et powiat de Miechów en voïvodie de Petite-Pologne.